# Musée industriel de la corderie Vallois
Pour les articles homonymes, voir Vallois (homonymie).
Le musée industriel de la corderie Vallois est un musée situé dans une ancienne corderie du XIXe siècle de la vallée du Cailly à Notre-Dame-de-Bondeville (Seine-Maritime). Il a le label musée de France.

## Historique
Le fondateur de l'usine, Jules Vallois, qui était cordier à Saint-Martin-du-Vivier, dut changer d'usine par suite de la décision du captage du Robec, le cours d'eau local, pour alimenter la ville de Rouen. D'abord locataire de la propriété Rondeau, il en devient propriétaire. En 1880, la filature disparaît, remplacée par une corderie mécanique. Jules Vallois installe dans le bâtiment des machines anglaises et françaises. Ces anciennes machines sont actionnées encore aujourd'hui par une roue hydraulique.